# Mischocyttarus melanarius
Mischocyttarus melanarius är en getingart som först beskrevs av Cameron 1906.  Mischocyttarus melanarius ingår i släktet Mischocyttarus och familjen getingar. Inga underarter finns listade i Catalogue of Life.